# Ernst von Stein
Gottlob Ernst Freiherr von Stein (* 30. September 1767; † 14. Juni 1787 in Wildenthal) war ein Jagdpage am Hof in Weimar und ein jugendlicher Freund von Johann Wolfgang von Goethe.

## Leben
Ernst von Stein ist der zweite von drei Söhnen von Charlotte von Stein und  Gottlob Ernst Josias Friedrich Freiherr von Stein. Im Alter von 13 Jahren wurde er Schildknappe des Herzogs Karl August von Sachsen-Weimar. Er litt an einer Knochentuberkulose, die sich zu einer schmerzhaften Lungentuberkulose entwickelte. Bereits zu Weihnachten 1785 kehrte er deshalb in sein Elternhaus zurück.
Charlotte von Stein hat am 8. August 1786 sinngemäß niedergeschrieben: Goethe kümmert sich immer noch um meinen kleinen Fritz, was unser Zusammengehörigkeitsgefühl bestärkt. Karl ist unglücklich bei seinem Studium und hat Schulden und Ernst ist schwer krank. Das Unabänderliche steht fest: er hat Knochenkrebs und ihm ist nicht mehr zu helfen. Dem sind die Uebel huebsch bei Zeiten auf den Hals gerueckt! Den Vorteil hat er, daß er nicht braucht vom Wahn der Jugend zurueckzukommen, da ihn die Natur fruehzeitig, wie es scheint, hinausweist. Ich fuhr auch wieder zur Kur nach Karlsbad. Goethe meinte, ich solle doch den Ernst mitnehmen, aber ich fuhr lieber allein. Der liebe Geheimrat macht sich wirkliche Mühe um meine Familie und mich: er holte den Rat mehrerer Ärzte ein und kümmerte sich um Ernst und versuchte ihn aufzumuntern. Auch um meine Gesundheit ist er sehr besorgt.
Als im Frühjahr 1787 eine Besserung seiner Krankheit zeigte, traten die Eltern mit ihm und seinem jüngeren Bruder Fritz (dem zeitweiligen Ziehsohn Goethes) eine Reise zur Kur nach Karlsbad an, die auch Goethe befürwortete. Die Reisegesellschaft gelangte über Zwickau nach Schneeberg, wo sich der Zustand von Ernst plötzlich akut verschlechterte. Familie Stein schickte einen Boten nach Karlsbad, um Träger zu Hilfe zu holen.

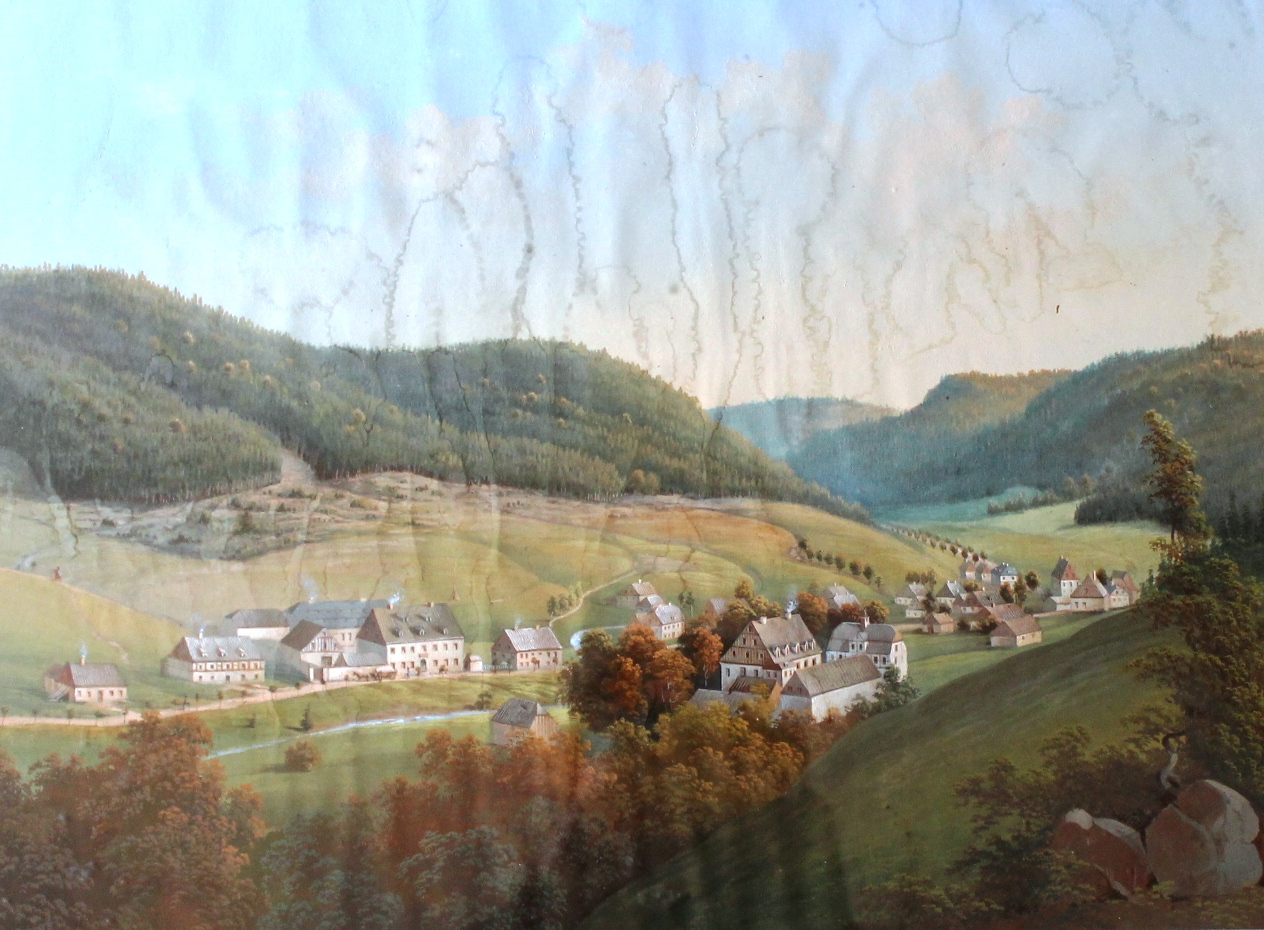
Aquarell, Wildenthal um 1830, im Vordergrund das Hammerherrenhaus – Sterbeort des Ernst von Stein

Am 14. Juni 1787 wurde die Reise auf der Poststraße über Eibenstock fortgesetzt. Die Reise endete im kleinen Dorf Wildenthal, wenige Kilometer vor dem Hirschenstander Pass nach Böhmen, wo Ernst im Herrenhaus des Hammerwerksbesitzers Gottschald den Tod fand. Der Hammerherr stellte sein Erbbegräbnis auf dem Friedhof in Eibenstock zur Verfügung, wo die Leiche des 20-jährigen Toten am 18. Juni 1787 um 21 Uhr beigesetzt wurde. Eine Stunde lang ertönte das Trauergeläut der Stadtkirche. Vier Schichtmeister und 24 Bergmänner erwiesen dem Verstorbenen im Beisein der trauernden Familie von Stein die letzte Ehre. Aus Dankbarkeit schenkte Charlotte dem Hammerherrn Gottschald ein paar  silberne Leuchter, die Karl von Stein gezeigt wurden, als dieser im Juni 1834 den Sterbeort seines jüngeren Bruders besuchte.